# Walking Away (Information Society)
Walking Away è un singolo del gruppo musicale statunitense Information Society, pubblicato nel 1988 come terzo estratto dal primo album in studio Information Society.

## Successo commerciale
Il singolo ottenne grande successo negli Stati Uniti.